# 카를로 우르바니
카를로 우르바니(이탈리아어: Carlo Urbani, 1956년 10월 19일 ~ 2003년 3월 29일)는 이탈리아의 의사이자 미생물학자이며, 마르케 주 안코나 현 카스텔플라니오 출신이다. 최초로 중증급성호흡기증후군(SARS)을 바이러스성 질병으로 식별해 세계보건기구의 신속한 대응에 크게 공헌했으며, 본인 또한 중증급성호흡기증후군에 감염되어 사망하였다.

## 생애
1981년 안코나 대학교에서 의학 박사 학위를 취득한 뒤 메시나 대학교에서 감염병과 열대병 분야를 전공했으며, 열대 지방의 기생충학 관련 석사 학위를 얻었다.
이후 로마 가톨릭교회 소속 비정부 기구인 'Mani Tese'에 합류해 아프리카의 풍토병의 원인에 대한 자원 봉사를 시작했으며, 1989년 마체라타의 감염병 부서에서 역학 분야에 매진한 뒤 1993년 세계보건기구의 외부 컨설턴트로 채용되었다.
그 뒤 1996년 국경없는의사회에 참여해 가족들과 함께 캄보디아 프놈펜으로 이동해 몇년간 있었으며, 이탈리아로 복귀한 뒤 국경없는의사회 이탈리아 지부의 회장을 맡았다. 그리고 AIDS, 말라리아, 결핵을 치료하는 데 필수적인 의약품들의 높은 비용을 고수하는 다국적 제약 회사를 상대로 캠페인을 벌였으며, 1999년 국경없는의사회에 노벨 평화상이 수여되자 대표단의 일원으로 참가하였다.
이후 2003년 2월 말경에 중국 광둥성을 여행한 뒤 베트남 하노이로 이동한 한 중국계 미국인 사업가에게서 인플루엔자 증상이 발현한 뒤 급속도로 악화되었으며, 질병이 병원 전체로 퍼져 다수의 의료 종사자들이 감염되었다. 이에 우르바니는 하노이로 파견을 갔으며, 연구 끝에 해당 질병이 전염성이 높은 새로운 질병이라는 것을 알아내었다. 그리고 즉시 세계보건기구에 통보한 뒤 격리 및 검역 조치를 강화해 해당 질병을 5개월 안으로 종식시키는 대책을 촉구했으며, 베트남 보건부를 설득해 환자의 격리 및 여행자를 선별하는 조치를 취하도록 하여 질병의 초기 확산 속도를 늦추는 데 기여하였다.
그 뒤 3월 11일 태국 방콕에서 열린 아동의 기생충과 관련된 회의에 참석하기 위해 이동하던 도중 발열 등 중증급성호흡기증후군 증상을 보였으며, 방콕의 격리 병동에 입원해 인터폰으로 의사 소통을 하였다. 그리고 폐가 제 기능을 하지 못하자 인공호흡기를 착용했으며, 18일간 집중 치료를 받은 뒤 3월 29일 사망하였다. 유언으로 과학 연구를 위해 자신의 폐 조직을 기증해달라고 요청하였다.

## 같이 보기
- 리원량 - 2019년 최초로 코로나바이러스감염증-19의 위험성을 경고한 뒤 2020년 해당 질병으로 사망